# Andreas Athanasiou
Pour les articles homonymes, voir Athanasiou.
Andreas Athanasiou (né le 6 août 1994 à London dans la province d'Ontario au Canada) est un joueur professionnel canadien de hockey sur glace. Il évolue au poste de centre.

## Biographie
D'origine grecque, le natif de London a joué au niveau junior dans la LHO avec les Knights de London puis les Colts de Barrie. Après avoir complété sa deuxième saison chez les juniors, les Red Wings de Détroit le repêchent en 110e position lors du repêchage d'entrée dans la LNH 2012. 
Il signe son premier contrat professionnel avec les Red Wings en novembre 2013 et rejoint les rangs professionnels vers la fin de la saison 2013-2014 en jouant pour les Griffins de Grand Rapids, club-école affilié aux Red Wings dans la Ligue américaine de hockey. 
Il fait ses premiers coups de patin dans la Ligue nationale de hockey en 2015-2016, alors qu'il joue 37 parties régulières avec les Red Wings, récoltant au passage 14 points, dont 9 buts.
Le 24 février 2020, il est échangé aux Oilers d'Edmonton avec l'attaquant Ryan Kuffner en retour de Sam Gagner et de deux choix de 2e tour en 2020 et 2021.

## Statistiques
| Saison     | Équipe                   | Ligue      |     | Saison régulière | Saison régulière | Saison régulière | Saison régulière | Saison régulière |    | Séries éliminatoires | Séries éliminatoires | Séries éliminatoires | Séries éliminatoires | Séries éliminatoires |
| Saison     | Équipe                   | Ligue      | PJ  | B                | A                | Pts              | Pun              | PJ               | B  | A                    | Pts                  | Pun                  |                      |                      |
| 2011-2012  | Knights de London        | LHO        | 57  | 11               | 11               | 22               | 21               | 6                | 0  | 0                    | 0                    | 0                    |                      |                      |
| 2011-2012  | Knights de London        | LHO        | 63  | 22               | 15               | 37               | 22               | 11               | 1  | 4                    | 5                    | 0                    |                      |                      |
| 2012-2013  | Colts de Barrie          | LHO        | 66  | 29               | 38               | 67               | 30               | 22               | 12 | 13                   | 25                   | 11                   |                      |                      |
| 2013-2014  | Colts de Barrie          | LHO        | 66  | 49               | 46               | 95               | 52               | 11               | 3  | 9                    | 12                   | 2                    |                      |                      |
| 2013-2014  | Griffins de Grand Rapids | LAH        | 2   | 1                | 2                | 3                | 0                | 6                | 0  | 1                    | 1                    | 6                    |                      |                      |
| 2014-2015  | Griffins de Grand Rapids | LAH        | 55  | 16               | 16               | 32               | 25               | 16               | 5  | 4                    | 9                    | 6                    |                      |                      |
| 2015-2016  | Griffins de Grand Rapids | LAH        | 26  | 8                | 8                | 16               | 9                | 6                | 2  | 3                    | 5                    | 2                    |                      |                      |
| 2015-2016  | Red Wings de Détroit     | LNH        | 37  | 9                | 5                | 14               | 5                | 5                | 1  | 0                    | 1                    | 0                    |                      |                      |
| 2016-2017  | Red Wings de Détroit     | LNH        | 64  | 18               | 11               | 29               | 28               | -                | -  | -                    | -                    | -                    |                      |                      |
| 2017-2018  | Red Wings de Détroit     | LNH        | 71  | 16               | 17               | 33               | 16               | -                | -  | -                    | -                    | -                    |                      |                      |
| 2018-2019  | Red Wings de Détroit     | LNH        | 76  | 30               | 24               | 54               | 38               | -                | -  | -                    | -                    | -                    |                      |                      |
| 2019-2020  | Red Wings de Détroit     | LNH        | 46  | 10               | 14               | 24               | 26               | -                | -  | -                    | -                    | -                    |                      |                      |
| 2019-2020  | Oilers d'Edmonton        | LNH        | 9   | 1                | 1                | 2                | 4                | 4                | 0  | 0                    | 0                    | 2                    |                      |                      |
| 2020-2021  | Kings de Los Angeles     | LNH        | 47  | 10               | 13               | 23               | 27               | -                | -  | -                    | -                    | -                    |                      |                      |
| 2021-2022  | Kings de Los Angeles     | LNH        | 28  | 11               | 6                | 17               | 4                | 6                | 1  | 0                    | 1                    | 4                    |                      |                      |
| 2022-2023  | Blackhawks de Chicago    | LNH        | 81  | 20               | 20               | 40               | 34               | -                | -  | -                    | -                    | -                    |                      |                      |
| 2023-2024  | Blackhawks de Chicago    | LNH        | 28  | 2                | 7                | 9                | 7                | -                | -  | -                    | -                    | -                    |                      |                      |
| Totaux LNH | Totaux LNH               | Totaux LNH | 487 | 127              | 118              | 245              | 189              | 15               | 2  | 0                    | 2                    | 6                    |                      |                      |

## Trophées et honneurs personnels

### LHO
- 2010-2011 : nommé dans la deuxième équipe d'étoiles de la LHO
- 2011-2012 : champion de la Coupe J.-Ross-Robertson avec les Knights de London